# Lycosa eutypa
Lycosa eutypa là một loài nhện trong họ Lycosidae.
Loài này thuộc chi Lycosa. Lycosa eutypa được Ralph Vary Chamberlin miêu tả năm 1925.